# 수궁류
수궁류(獸弓類, Therapsida 테랍시다[*]) 또는 수궁목은 포유류가 속하는 단궁류 내의 진반룡류에 속하는 주요 분류군 가운데 하나이다. 포유류 및 포유류의 조상들이 수궁류에 속한다.
오늘날 포유류에서 고유 요소로 여겨지는 많은 특징들은 초기 수궁류 내에서 기원했다. 파충류와 기타 양막류가 몸통 양 옆으로 다리가 굽은 채 아래쪽으로 뻗어 있는 것과는 대조적으로 몸통 아래로 곧게 뻗은 사지를 가지고 있다.
수궁류는 약 2억 7950만 년 전 스페나코돈류에 속해 있는, 통칭 '반룡류'로 불리는 초기 단궁류에서 진화했다. 이들은 페름기 과달루페세를 지나 트라이아스기 초기에 이르기까지 우세한 대형 육상동물로서 반룡류를 대체했다.페름기-트라이아스기 대멸종 이후로 수궁류는 트라이아스기 중기에 걸쳐 종 다양성이 빠르게 증가한 지배파충형석형류(의악어류, 공룡 및 익룡 등)에 비해 상대적으로 지위가 감소했다.
수궁류는 2억 2500만 년 전 트라이아스키 후기에 출현해 트라이아스기 말엽을 넘어 생존한 분류군인 포유류(포유류형류)를 탄생시킨 견치아목, 트라이아스기 말엽에 멸종해 간 쌍견치류가 속해 있다.비포유류형 견치류의 마지막 생존 무리는 트리틸로돈과이며, 이들은 백악기 초기 즈음에 멸종했다.

## 특징

알로페코그나투스의 복원 삽화(초기 수두류)

### 턱과 이빨
수궁류의 측두창은 반룡류의 것보다 크다. 일부 수궁류의 턱은 좀 더 복잡하고 강력하며 이빨의 경우 무는 용도의 앞니, 구멍을 뚫어 찢는 용도의 커다란 송곳니, 먹이를 부스고 잘게 으깨는 어금니로 분화되어 있다.

### 자세
수궁류의 다리는 파충류 및 반룡류의 어기적거리는 다리와 달리 몸통에서 수직으로 좀 더 뻗어있다. 또한 발은 좀 더 대칭이며 엄지와 마지막 발가락은 짧으며 가운데로 갈수록 길어지는데, 이는 발의 축이 옆으로 뻗어 있지 않고 동물의 축과 평행하게 배치되어 있다는 지표이다. 이 위치는 반룡류의 도마뱀 같은 걸음걸이보다 포유류 같은 걸음걸이로 작용했을 것이다.

### 생리
수궁류의 생리는 불명이다. 대부분의 페름기 수궁류들은 송과공을 가지고 있는데, 현생 파충류와 양서류처럼 두정안을 가지고 있었다는 것을 시사한다. 두정안은 변온동물의 일주기율동 및 체온조절에 있어 중요한 역할을 수행하나 항온동물인 현생 포유류에서는 찾아 볼 수가 없다. 페름기 말엽에 등장한 쌍견치류, 수두류, 견치류에게서 송두공이 사라지는 방향으로 평행 진화가 나타났으며, 프로바이노그나투스류에 이르러서는 송과공이 완전히 사라진다. 체온과 상관관계가 있는 산소 동위원소의 증거는 대부분의 페름기 수궁류들은 변온동물이며 항온성이 페름기 말엽의 쌍견치류와 견치류에서 수렴되어 진화했다는 점을 시사한다. 반대로 조직학적 증거에서 항온성은 수궁류 전체에서 공유되는 특성인 반면, 포유류형류인 모르가누코돈(Morganucodon)의 혈류 속도와 수명 추정치는 초기 포유류조차도 파충류와 유사한 대사 속도를 가지고 있었음을 시사한다. 비개골에 대한 증거는 수두류의 글라노수쿠스(Glanosuchus)에서 보고된 것으로 항온성의 직접적인 증거인 것으로 보았으나, 후속 연구에서는 비개골의 뚜렷한 부착 지점이 단순히 두개골의 변형으로 인한 것일 수 있음을 보여주었다.

### 피부조직
수궁류 체조직의 진화는 불명이며, 모피 유무의 단서를 직접적으로 제공해주는 일부 화석들이 있다. 모피에 대해 확실하고 직접적인 단서가 있는 대부분의 초기 단궁류로는 포유류 왕관군과 매우 근연인 포유류형류, 도코돈목이 있다. 두 점의 '미라화된' 리스트로사우루스의 아성체 표본들은 피부 흔적이 남아있는데, 피부에는 털이 없으며 혁질이고, 움푹 들어간 곳이 있어 다소 코끼리 피부와 비슷하다. 공두류인 에스테메노수쿠스(Estemmenosuchus)의 경우 화석화된 얼굴 피부는 선상이고 비늘과 털이 없었던 것으로 보인다.
페름기 후기 지층에서 발견된 분석에서 털로 보이는 것이 발견되었다. 이 털들의 출처는 확실하게 알려져 있지 않지만, 적어도 일부 페름기 수궁류에게 털이 존재했을 가능성이 있다.
프로바이노그나투스류 견치류에게서 보이는 두정안의 폐쇄는 Msx2 조절유전자의 돌연변이일 수도 있으며, 이는 생쥐의 두개 천문 폐쇄와 모낭 유지에 모두 관여한다. 이는 털이 프로바이노그나투스류에서 처음 진화했을 가능성을 시사하지만, 모피의 초기 기원을 완전히 배제하는 것은 아니다.
수염의 경우 프로바이노그나투스류 견치류에게서 털이 진화한 것이다. 일부 연구에서는  수두류와 초기 견치류의 주둥이에 송과공이 있다는 사실을 바탕으로 수염의 초기 기원을 추론했지만, 이 분류군에서 송과공의 배열은 실제로 도마뱀과 매우 유사하며, 이는 포유류와 유사한 수염의 존재 가능성을 낮춘다.

## 진화사

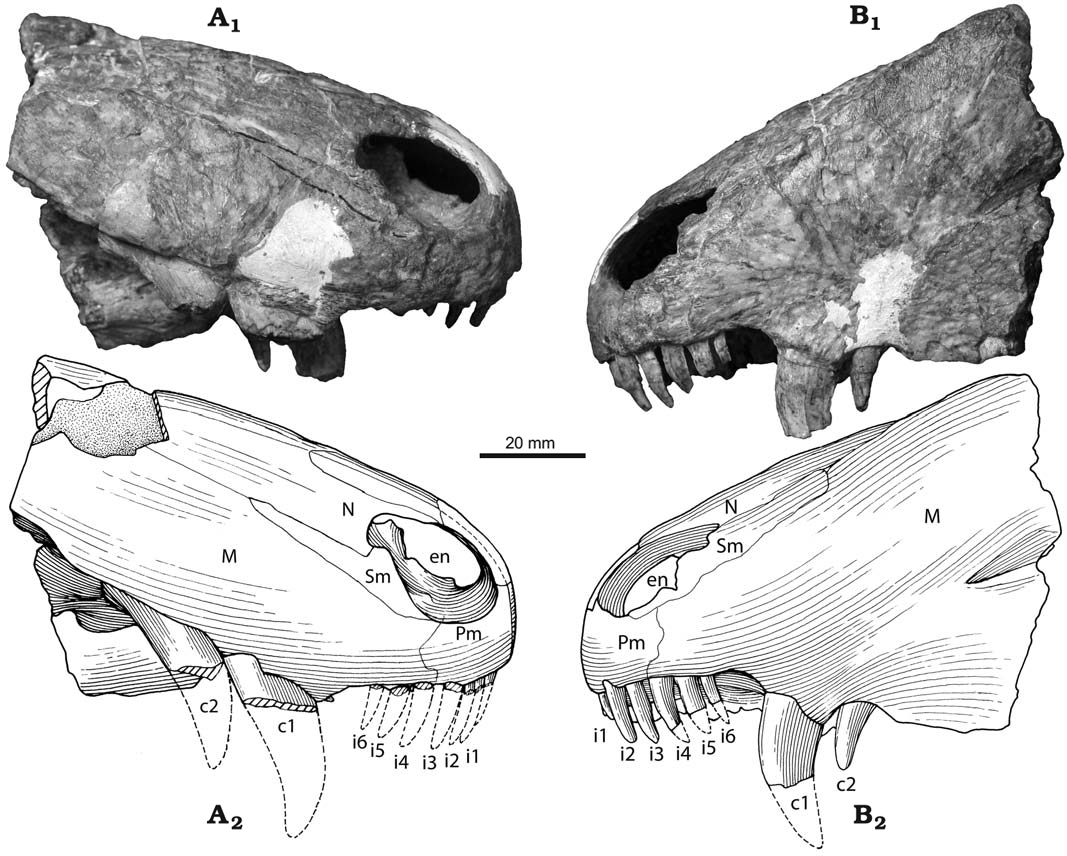
Raranimus dashankouensis(가장 원시적인 수궁류)의 모식 두개골

수궁류는 스페나코돈류라고 불리는 반룡류의 한 부류에서 진화했다. 수궁류는 반룡류를 대체하는 페름기 중기의 지배 육상동물이 되었다. 주요 네 가지 분기군으로 구성되어 있는데, 공두아목, 초식성 이치아목, 육식성의 비아르모수쿠스아목, 그리고 대개 육식성인 수치류이다. 진화 다양성이 일순간 폭발한 후, 공두류는 페름기 중후반(과달루페세)에 이르러 멸종했지만, 이치류(쌍견치류)와 수치류(고르고놉스류) 및 수두류의 경우에는 번성했으며, 페름기 말엽에는 견치아목이 여기에 합류했다.

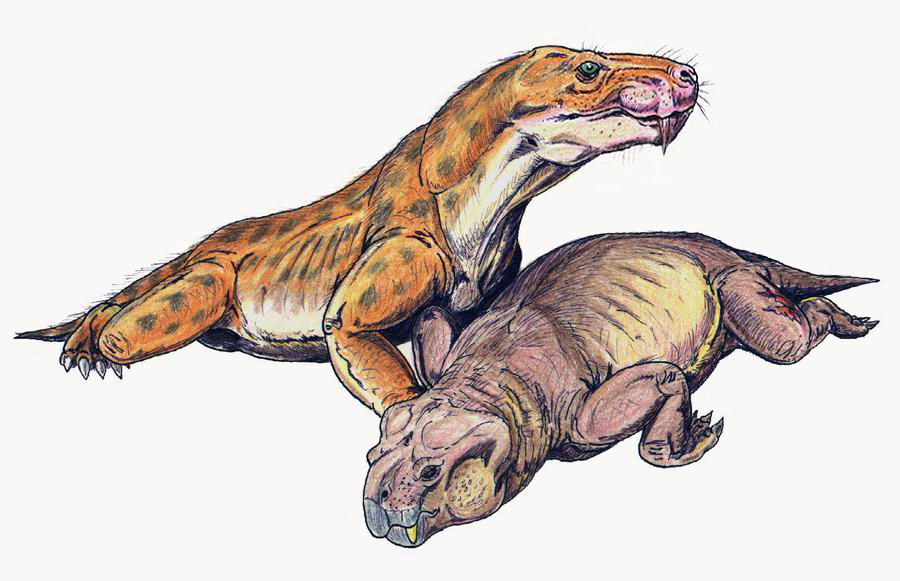
쌍치류를 사냥한 에우캄베르시아(Euchambersia)의 모습을 담은 복원도. 이 남아프리카 출신의 수두류는 가장 오래된 독액성 사지동물로 의심된다는 점에 유의해야 한다.

모든 육상동물들이 그랬듯 수궁류도 페름기-트라이아스기 멸종에 크게 영향을 받았으며, 크게 번성했던 고르고놉스류와 비아르모수쿠스류가 같이 멸종했고 나머지 분류군들(쌍견치류, 수두류, 견치류)은 트라이아스기 초기에 이르러 단 몇 종만이 살아남을 정도로 그 수가 줄어들게 되었다. 살아남은 쌍견치류로는 선구생물에 해당하는 리스트로사우루스과와 미오사우루스과, 거의 알려지지 않은 콤부이시아(Kombuisia) 및 트라이아스기 동안 번성한 유일한 쌍견치류 계통으로 몸집이 큰 초식동물인 칸네메예리아형류가 있다. 이들과 중간 크기의 견치류(초식성 및 육식성 전부 포함)는 트라이아스기 초중반에 걸쳐 세상에 널리 번성하였다.
진견치류에서 추가로 파생된 일부 예시가 여전히 있다. 최소 세 무리가 이들 중에서 살아남았다. 이 세 무리는 트라이아스기 후기에 전부 나타났다. 포유류를 매우 닮은 트리틸로돈과의 경우, 백악기 초기까지 살아남았다. 트리틸로돈처럼 포유류를 아주 닮은 트리텔레돈과의 경우 쥐라기 초기보다 더 이후에 나타났는지는 알려지지 않았다. 포유류형류는 세 무리 중 마지막 무리로, 모르가누코돈과 이를 닮은 동물들이 속해 있다. 일부 분류학자들은 이 동물 분류군이 '포유류'라고 가리키지만 대부분의 학자들은 이 용어를 포유류의 왕관군으로 제한을 둔다.

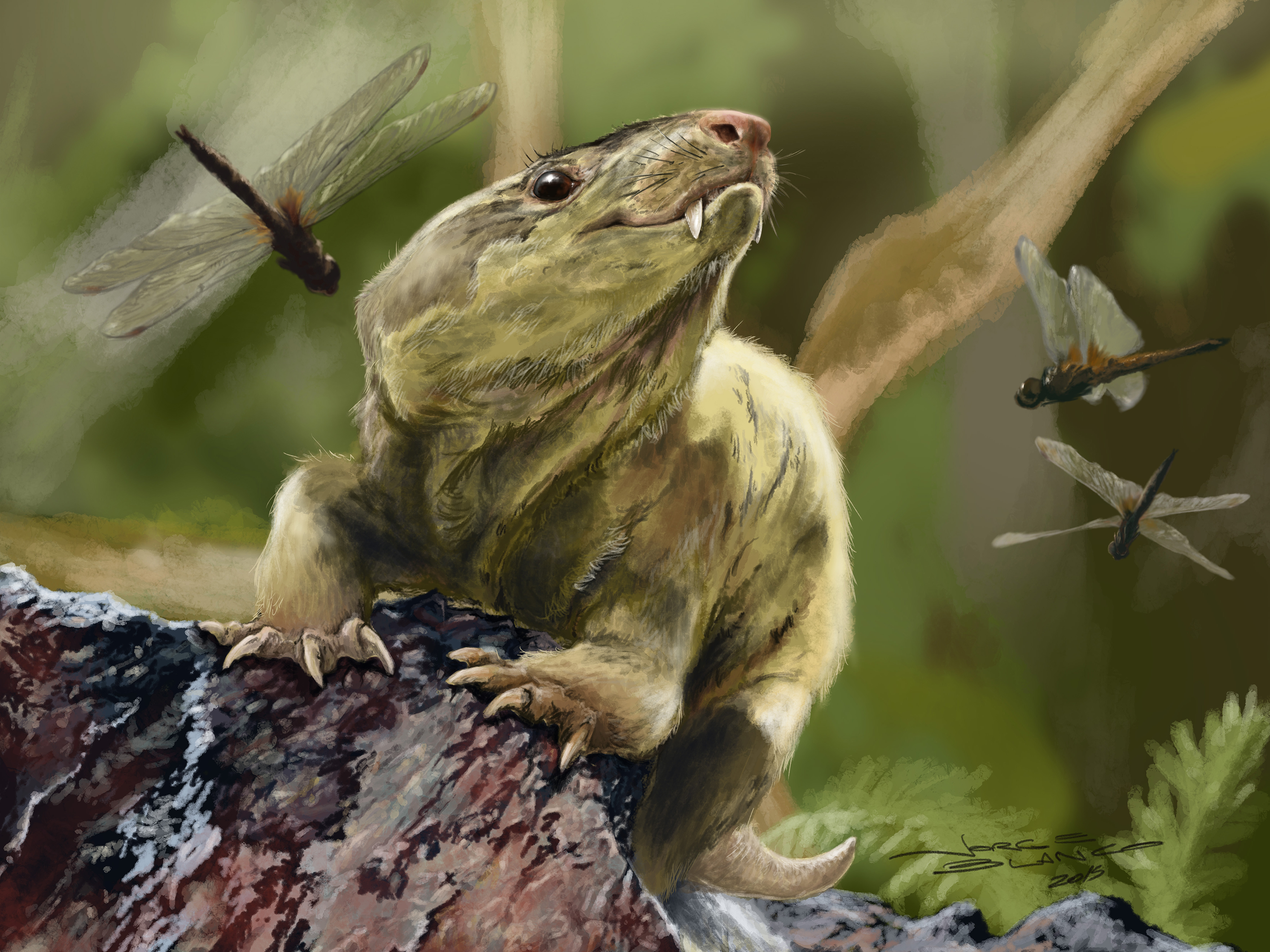
Bonacynodon schultzi의 복원도. 이 프로바이노그나투스류 견치류는 포유류의 조상과 연관이 있다.

트리낙소돈, 갈레사우루스, 플라티크라니엘루스 등의 비진견치류성 견치류들은 페름기 대멸종에서 살아남아 트라이아스기 초기에 출현했다. 하지만, 트라이아스기 중기 즈음에는 진견치류만이 남았다.
수두류는 견치류의 친척으로, 페름기-트라이아스기 멸종에서 살아남았고 트라이아스기 초기에 걸쳐 종의 다양성이 지속되었다. 그러나 트라이아스기 말엽에 이르러, 수두류들은 궁극적으로 멸종 위기에 처했으며, 아마도 이전 시대보다 매우 뜨겁고 건조하며 산소가 적은 트라이아스기 말의 세상에 더 적합하고 정교한 호흡계를 갖추어 빠르게 다양화되는 이궁류의 지배파충류 계통들과 경쟁했을 것이다.
쌍견치류는 페름기 후기에 걸쳐 수궁류중 가장 번성한 무리로 트라이아스기 말까지 살아남았다.
포유류는 현재 유일하게 살아있는 수궁류이다. 쥐라기 초기에 진화한 포유류의 왕관군은 도코돈목이 속하는 포유류형류의 무리로 적응방산했다. 포유류형류는 진견치류의 한 아목인 프로바이노그나투스류에서 갈라져 나왔다.

## 분류
수궁류에는 여섯 가지 주요 분류군이 속해 있다.: 비아르모수쿠스아목, 공두아목, 이치아목, 고르고놉스류, 수두류 및 견치아목. 수두류와 견치아목을 따로 묶어서 진수치류(Eutheriodontia)라 부르기도 하며, 이는 널리 지지받지만 나머지 네 분기군과의 관계는 논쟁 중에 있다. 가장 널리 인정되는 수궁류 학설로 홉슨 및 바르가우젠의 패러다임설이 있으며, 1986년에 처음 창안했다. 이 학설에 따르면, 비아르모수쿠스는 가장 이른 시기에 분기된 주요 수궁류 분기군이며 나머지 다섯 분류군들은 진수궁류를 형성하고, 진수궁류 내에서 고르고놉스류는 진수치류의 자매군으로 함께 수치류를 형성한다. 홉슨과 바르가우젠은 처음에 공두류, 이치류, 수치류가 서로 어떻게 연관이 있는지에 대한 결론에 도달하지 못했으나 후속 연구에서는 이치류와 수치류가 함께 신수궁류(Neotherapsida)로 분류되어 있어야 한다는 점을 제시했다. 그러나 이들 관계에 대해 논쟁의 여지가 남아있는데, 특히 일부 연구에서는 고르고놉스류가 아닌 이치류가 진수치류의 자매군이라는 주장이 나오고 있고, 다른 연구에서는 공두류와 이치류가 한 계통군을 형성한다는 것을 발견했으며, 비아르모수쿠스아목의 계통 발생 위치와 단계통 모두 논란거리로 남아 있다.
여섯 가지의 주요 계통 외에도 여러 다른 계통과 불확실한 분류 및 종들이 있다. 중국의 페름기 중기 초반 지층에서 발견된 라라니무스{Raranimus)라는 동물의 경우 가장 이른 시기에 분화한 수궁류인 것으로 보인다. 미국의 페름기 초기 지층에서 발견된 테트라케라톱스(Tetraceratops)의 경우 더 일찍 분기한 수궁류였다는 설이 제기되었지만, 더욱 근래의 연구에서는 비수궁류 스페나코돈류로 보고 있다.

### 비아르모수쿠스아목

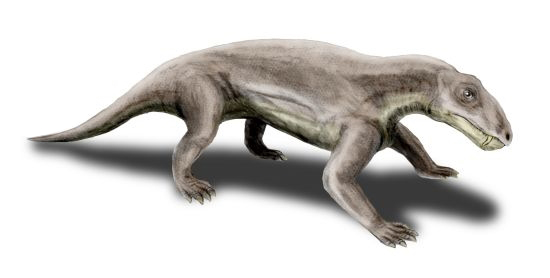
비아르모수쿠스아목의 비아르모수쿠스

비아르모수쿠스아목(Biarmosuchia)은 1986년 홉슨과 바르하우젠에 의해 처음으로 별개의 계통으로 인식되었고 1989년 시고뉴-러셀이 공식으로 명명한가장 최근의 수궁류 계통군이다. 대부분의 비아르모수쿠스류는 과거에 고르고놉스류로 분류되어 있었다. 부르네티아형류라는 구별되는 분류군이 속해있지만, 비아르모수쿠스 단계통설에 대한 지지는 상대적으로 낮다. 비아르모수쿠스류는 매우 넓게 퍼져 있는 머리장식으로 유명하다.

### 공두아목

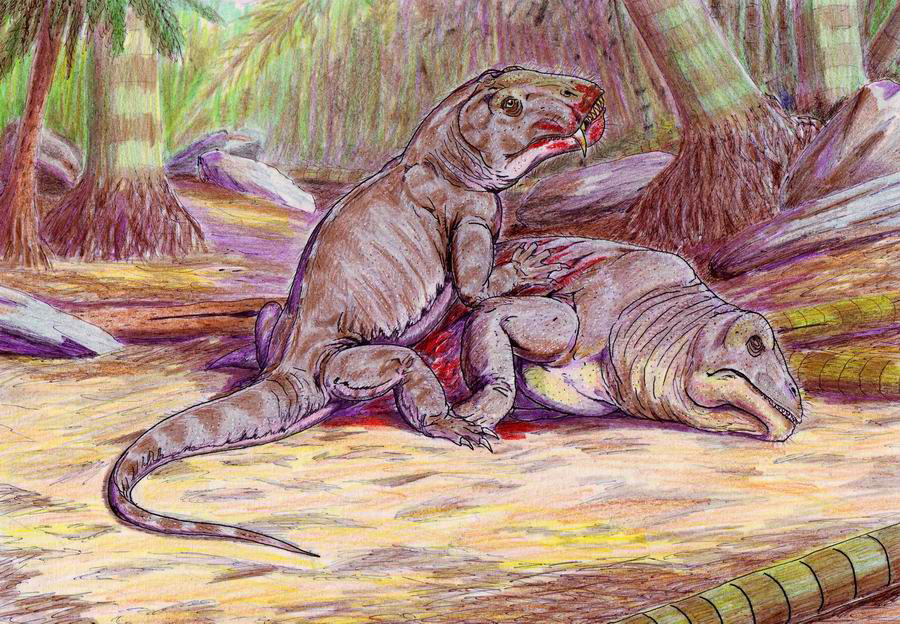
공두류의 두 속 : 울레모사우루스 (타피노케팔루스하목)를 게걸스레 먹고 있는 티타노포네우스 (안테오사우루스하목)

공두류(Dinocephalia)는 크게 구별되는 분류군으로 구성되어 있다: 안테오사우루스하목, 타피노케팔루스하목.
과거에는 안테오사우루스류 및 티타노수쿠스과를 전부 포함하는 육식성 공두류의 경우 티타노수쿠스류로 부르며 수치류의 일원으로 묶는 반면, 초식성 타피노케팔루스과의 경우 이치아목의 일원으로 분류시켰다.

### 이치아목

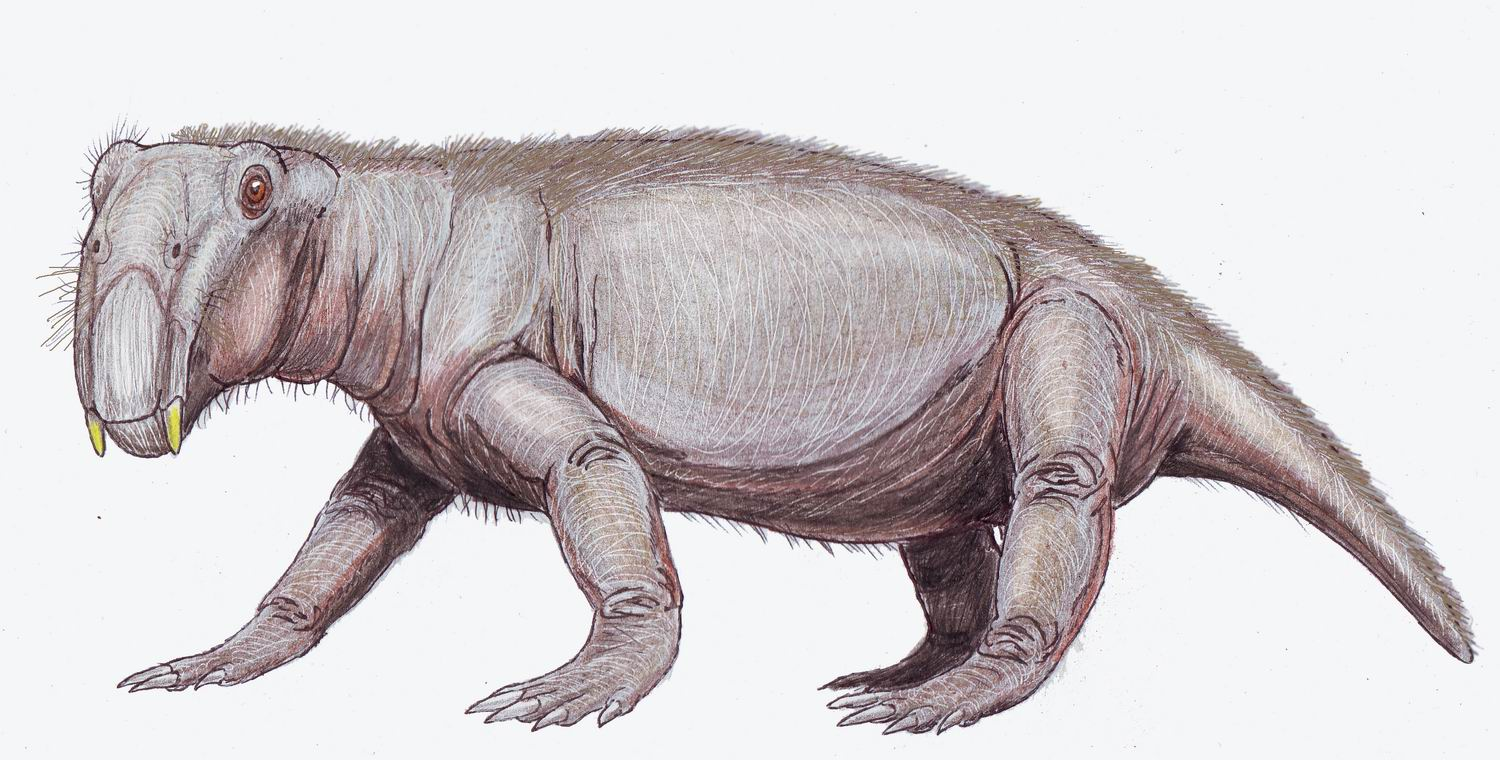
쌍견치류 이치류인 리스트로사우루스

이치류(Amnomodontia)는 엄니가 있고 부리가 달린 초식동물인 쌍견치류가 속해 있으며, 비견치류 수궁류 중에서는 가장 종이 다양하고 가장 오래 살아남은 분류군이다. 리스트로사우루스 이외 다른 구성원으로는 사물을 등반할 수 있었을 걸로 여겨지는 수미니아가 있다.

### 고르고놉스류

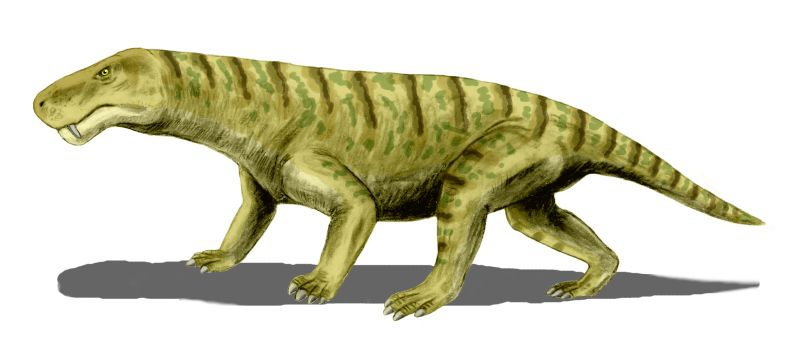
고르고놉스류에 속하는 이노스트란케비아

고르고놉스류(Gorgonopsia)는 종이 풍부하나 형태학적으로 검치호랑이와 상동이다(수렴진화).

### 수두류

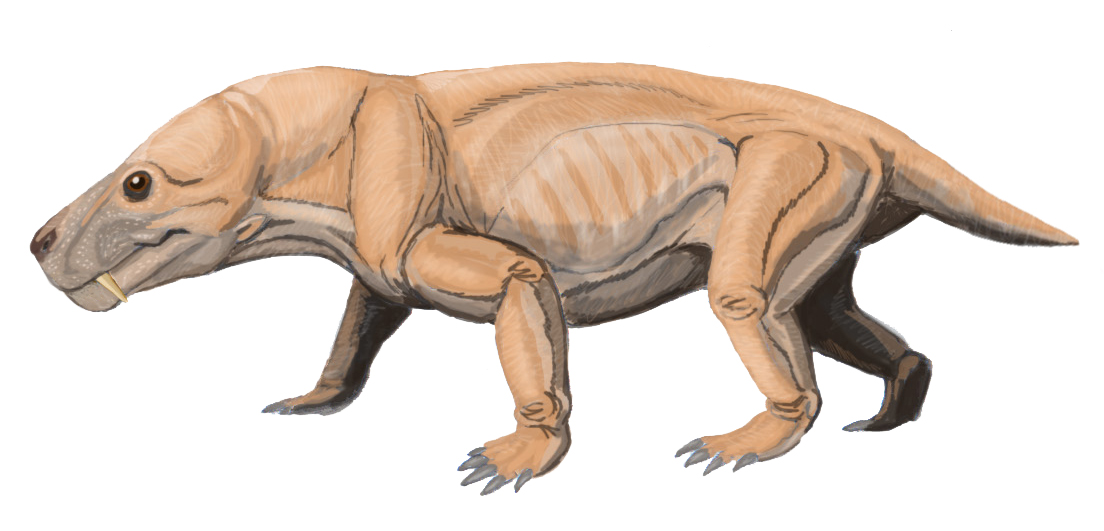
수두류에 속하는 모스코리누스

수두류(Therocephalia)는 단계통이 아니며, 일부 종은 다른 분류군들보다 견치류와 더 근연일 수도 있다는 가설이 제시되었다. 그러나, 대부분의 연구에서는 수두류를 단계통군으로 보고 있다.

### 견치아목

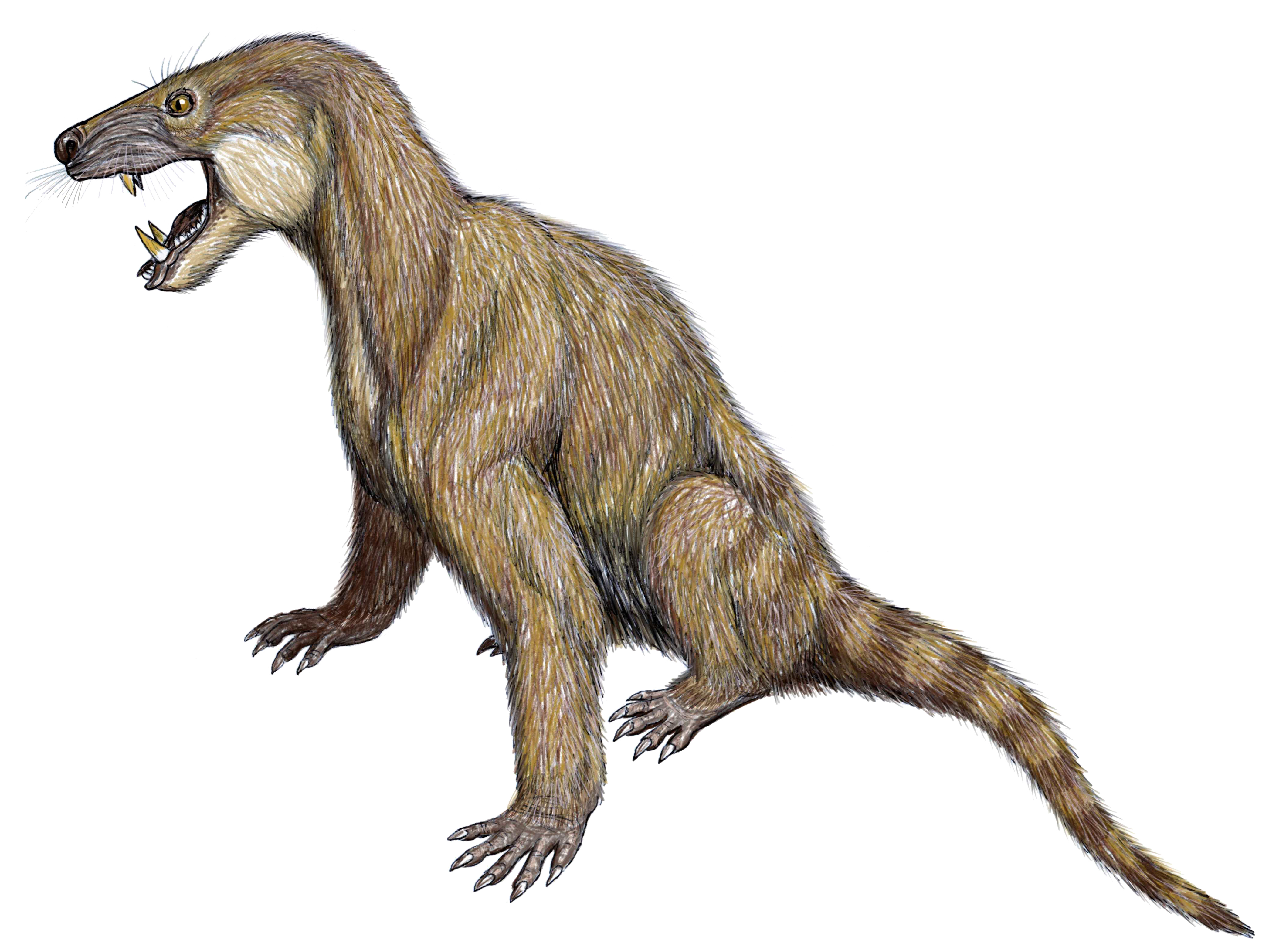
비포유류 견치류인 트루키도키노돈

견치류(Cynodontia)는 종 다양성이 매우 풍부하며 수궁류 내에서 최장기 생존한 분류군이다. 포유류가 속해 있다. 페름기 중기에는 화석 기록이 거의 없는 유일한 수궁류 주요 분기군이며, 견치류 내에서 가장 일찍이 출현한 동물로는 페름기 후기 우자핑절의 카라소그나투스가 있다. 초식성 및 육식성 견치류가 있다.

## 같이 보기
- 포유류의 진화
- 생명진화사 연표

## 참고주
1. ↑  Carroll, R. L. (1988). 《Vertebrate Paleontology and Evolution》. New York: W. H. Freeman and Company. 698쪽. ISBN 978-0-7167-1822-2.
2. ↑  Benoit, Julien; Abdala, Fernando; Manger, Paul; Rubidge, Bruce (2016). “The sixth sense in mammalians forerunners: variability of the parietal foramen and the evolution of the pineal eye in South African Permo-Triassic eutheriodont therapsids”. 《Acta Palaeontologica Polonica》. doi:10.4202/app.00219.2015. ISSN 0567-7920. S2CID 59143925.
3. ↑  Rey, Kévin; Amiot, Romain; Fourel, François; Abdala, Fernando; Fluteau, Frédéric; Jalil, Nour-Eddine; Liu, Jun; Rubidge, Bruce S; Smith, Roger MH; Steyer, J Sébastien; Viglietti, Pia A; Wang, Xu; Lécuyer, Christophe (2017년 7월 18일). “Oxygen isotopes suggest elevated thermometabolism within multiple Permo-Triassic therapsid clades”. 《eLife》 6: –28589. doi:10.7554/eLife.28589. ISSN 2050-084X. PMC 5515572. PMID 28716184.
4. ↑  Faure-Brac, Mathieu G.; Cubo, Jorge (2020년 3월 2일). “Were the synapsids primitively endotherms? A palaeohistological approach using phylogenetic eigenvector maps”. 《Philosophical Transactions of the Royal Society B: Biological Sciences》 375 (1793): 20190138. doi:10.1098/rstb.2019.0138. ISSN 1471-2970. PMC 7017441. PMID 31928185.
5. ↑  Newham, Elis; Gill, Pamela G.; Brewer, Philippa; Benton, Michael J.; Fernandez, Vincent; Gostling, Neil J.; Haberthür, David; Jernvall, Jukka; Kankaanpää, Tuomas; Kallonen, Aki; Navarro, Charles; Pacureanu, Alexandra; Richards, Kelly; Brown, Kate Robson; Schneider, Philipp; Suhonen, Heikki; Tafforeau, Paul; Williams, Katherine A.; Zeller-Plumhoff, Berit; Corfe, Ian J. (2020). “Reptile-like physiology in Early Jurassic stem-mammals”. 《Nature Communications》 11 (1): 5121. Bibcode:2020NatCo..11.5121N. doi:10.1038/s41467-020-18898-4. ISSN 2041-1723. PMC 7550344. PMID 33046697.
6. ↑  Hopson, James A. (2012년 10월 18일). “The Role of Foraging Mode in the Origin of Therapsids: Implications for the Origin of Mammalian Endothermy”. 《Fieldiana Life and Earth Sciences》 5: 126–148. doi:10.3158/2158-5520-5.1.126. ISSN 2158-5520. S2CID 84471370.
7. ↑  Smith, Roger M.H.; Botha, Jennifer; Viglietti, Pia A. (2022년 10월 15일). “Taphonomy of drought afflicted tetrapods in the Early Triassic Karoo Basin, South Africa”. 《Palaeogeography, Palaeoclimatology, Palaeoecology》 (영어) 604: 111207. Bibcode:2022PPP...60411207S. doi:10.1016/j.palaeo.2022.111207.
8. ↑  Timmons, Jeanne (2022년 9월 20일). “These Fossil Mummies Reveal a Brutal World Long Before T. Rex Lived”. 《Gizmodo》 (미국 영어). 2024년 7월 25일에 확인함.
9. ↑  Chudinov, P. K. (1968). “Structure of the integuments of theromorphs”. 《Doklady Akad. Nauk SSSR》 179: 226–229.
10. ↑  Smith, Roger M.H.; Botha-Brink, Jennifer (2011). “Morphology and composition of bone-bearing coprolites from the Late Permian Beaufort Group, Karoo Basin, South Africa”. 《Palaeogeography, Palaeoclimatology, Palaeoecology》 312 (1–2): 40–53. Bibcode:2011PPP...312...40S. doi:10.1016/j.palaeo.2011.09.006. ISSN 0031-0182.
11. ↑  Bajdek, Piotr; Qvarnström, Martin; Owocki, Krzysztof; Sulej, Tomasz; Sennikov, Andrey G.; Golubev, Valeriy K.; Niedźwiedzki., Grzegorz (2016). “Microbiota and food residues including possible evidence of pre-mammalian hair in Upper Permian coprolites from Russia.”. 《Lethaia》 49 (4): 455–477. Bibcode:2016Letha..49..455B. doi:10.1111/let.12156.
12. 1 2 3  Benoit, J.; Manger, P. R.; Rubidge, B. S. (2016년 5월 9일). “Palaeoneurological clues to the evolution of defining mammalian soft tissue traits”. 《Scientific Reports》 6 (1): 25604. Bibcode:2016NatSR...625604B. doi:10.1038/srep25604. ISSN 2045-2322. PMC 4860582. PMID 27157809.
13. 1 2  Benoit, Julien; Ruf, Irina; Miyamae, Juri A.; Fernandez, Vincent; Rodrigues, Pablo Gusmão; Rubidge, Bruce S. (2020). “The Evolution of the Maxillary Canal in Probainognathia (Cynodontia, Synapsida): Reassessment of the Homology of the Infraorbital Foramen in Mammalian Ancestors”. 《Journal of Mammalian Evolution》 27 (3): 329–348. doi:10.1007/s10914-019-09467-8. ISSN 1573-7055. S2CID 156055693.
14. ↑  Estes, Richard (1961). “Cranial anatomy of the cynodont reptile Thrinaxodon liorhinus”. 《Bulletin of the Museum of Comparative Zoology》 125: 165–180.
15. ↑  Liu, Jun; Rubidge, Bruce; Li, Jinling (2009). “New basal synapsid supports Laurasian origin for therapsids” (PDF). 《Acta Palaeontologica Polonica》 54 (3): 393–400. doi:10.4202/app.2008.0071. 2009년 9월 25일에 확인함.
16. ↑  Synapsid Classification & Apomorphies
17. ↑  Huttenlocker, Adam K.; Rega, Elizabeth (2012). 〈Chapter 4. The Paleobiology and Bone Microstructure of Pelycosauriangrade Synapsids〉.   Chinsamy-Turan, Anusuya. 《Forerunners of Mammals: Radiation, Histology, Biology》. Indiana University Press. 90–119쪽. ISBN 978-0253005335.
18. ↑  Benoit, Julien; Norton, Luke A.; Manger, Paul R.; Rubidge, Bruce S. (2017).  Claessens, Leon, 편집. “Reappraisal of the envenoming capacity of Euchambersia mirabilis (Therapsida, Therocephalia) using μCT-scanning techniques”. 《PLOS ONE》 12 (2): e0172047. Bibcode:2017PLoSO..1272047B. doi:10.1371/journal.pone.0172047. PMC 5302418. PMID 28187210.
19. ↑  Kammerer, Christian F.; Fröbisch, Jörg; Angielczyk, Kenneth D. (2013년 5월 31일).  Farke, Andrew A., 편집. “On the Validity and Phylogenetic Position of Eubrachiosaurus browni, a Kannemeyeriiform Dicynodont (Anomodontia) from Triassic North America”. 《PLOS ONE》 (영어) 8 (5): e64203. Bibcode:2013PLoSO...864203K. doi:10.1371/journal.pone.0064203. ISSN 1932-6203. PMC 3669350. PMID 23741307.
20. ↑  Padian, Kevin (2013년 9월 4일). “A Review of "Forerunners of Mammals: Radiation, Histology, Biology"”. 《Journal of Vertebrate Paleontology》 33 (5): 1250–1251. Bibcode:2013JVPal..33.1250P. doi:10.1080/02724634.2013.763814. ISSN 0272-4634.
21. ↑  Geggel, L. (2016). “Meet the Ancient Reptile that Gave Rise to Mammals”. 《Scientific American》 (영어).
22. ↑  Angielczyk, Kenneth D.; Kammerer, Christian F. (2018년 10월 22일). 〈Non-Mammalian synapsids: the deep roots of the mammalian family tree〉.   Zachos, Frank; Asher, Robert. 《Mammalian Evolution, Diversity and Systematics》. De Gruyter. 117–198쪽. doi:10.1515/9783110341553-005. ISBN 978-3-11-034155-3. S2CID 92370138.
23. ↑  Duhamel, A.; Benoit, J.; Rubidge, B. S.; Liu, J. (2021년 8월). “A re-assessment of the oldest therapsid Raranimus confirms its status as a basal member of the clade and fills Olson's gap”. 《The Science of Nature》 (영어) 108 (4): 26. Bibcode:2021SciNa.108...26D. doi:10.1007/s00114-021-01736-y. ISSN 0028-1042. PMID 34115204. S2CID 235403632.
24. ↑  Laurin, M.; Reisz, R. R. (1996). “The osteology and relationships of Tetraceratops insignis, the oldest known therapsid”. 《Journal of Vertebrate Paleontology》 16 (1): 95–102. Bibcode:1996JVPal..16...95L. doi:10.1080/02724634.1996.10011287.
25. ↑  Amson, Eli; Laurin, Michel (2011). “On the Affinities of Tetraceratops insignis, an Early Permian Synapsid”. 《Acta Palaeontologica Polonica》 56 (2): 301–312. doi:10.4202/app.2010.0063. ISSN 0567-7920. S2CID 56425905.
26. ↑  Spindler, Frederik (2020). “The skull of Tetraceratops insignis (Synapsida, Sphenacodontia)”. 《Palaeovertebrata》 43 (1): e1. doi:10.18563/pv.43.1.e1. S2CID 214247325.
27. ↑  Abdala, Fernando; Rubidge, Bruce S.; van den Heever, Juri (2008). “The oldest therocephalians (Therapsida, Eutheriodontia) and the early diversification of Therapsida”. 《Palaeontology》 51 (4): 1011–1024. Bibcode:2008Palgy..51.1011A. doi:10.1111/j.1475-4983.2008.00784.x. ISSN 1475-4983. S2CID 129791548.

## 더 읽어보기
- Benton, M. J. (2004). Vertebrate Palaeontology, 3rd ed., Blackwell Science.
- Carroll, R. L. (1988). Vertebrate Paleontology & Evolution. W. H. Freeman & Company, New York.
- Kemp, T. S. (2005). The origin and evolution of mammals. Oxford University Press.
- Romer, A. S. (1966). Vertebrate Paleontology. University of Chicago Press, 1933; 3rd ed.
- Bennett, A. F., & Ruben, J. A. (1986). "The metabolic and thermoregulatory status of therapsids 보관됨 2023-05-01 - 웨이백 머신." In The ecology and biology of mammal-like reptiles. Smithsonian Institution Press, Washington, DC, 207-218.
- Kammerer, Christian F.; Angielczyk, Kenneth D.; Fröbisch, Jörg (2014). 《Early Evolutionary History of the Synapsida》. Vertebrate Paleobiology and Paleoanthropology. Bibcode:2014eehs.book.....K. doi:10.1007/978-94-007-6841-3. ISBN 978-94-007-6840-6.
- Ross, R.P., Ross, C.A. (2023). Permian Period, geochronology. Encyclopedia Britannica. https://www.britannica.com/science/Permian-Period
- Padian, Kevin (2013-09). "A Review of "Forerunners of Mammals: Radiation, Histology, Biology"". Journal of Vertebrate Paleontology. 33 (5): 1250–1251.